# Ztracený ve světě: A Tribute to Oldřich Janota
Ztracený ve světě: A Tribute to Oldřich Janota (2009) je album vydané u příležitosti 60. narozenin písničkáře Oldřicha Janoty. Obsahuje 17 jeho písní nahraných hudebními skupinami, které vydávají svá alba u Indies Records. Obal vytvořila Pavla Kačírková, sleeve-note napsal Tomáš S. Polívka.

## Seznam písní
1. Ztracený ve světě – 6:47 Jablkoň
2. Země Nikoho – 4:26 Žamboši
3. Čekání – 5:26 Tara Fuki
4. Prvnička – 2:34 Cimbálová muzika Stanislava Gabriela
5. Červen na Svaté – 3:29 Jana Vébrová & Ivan Acher
6. Druhý břeh – 4:09 Traband
7. Zvláštní ptáčci – 2:59 Jarret
8. Kácení akátu – 4:09 Hukl
9. Hotel Savoy – 5:57 Fru Fru
10. Žlutý kopec – 2:56 Květy
11. Tvůj stín – 3:15 Minach
12. Balada o požárním hydrantu – 3:26 ZVA 12-28 Band
13. Bitva na Tursku – 5:56 Maraca
14. Fetišista – 4:59 Tomáš Kočko & Orchestr
15. 24 hodin volného času – 3:18 Okrej
16. Místní blázen – 4:25 Čankišou
17. Sedm havranů – 6:24 Tomáš Kočko

## Křest alba
Křest alba proběhl 1. září 2009 v pražském klubu Vagón. Na začátek vystoupil Martin Evžen Kyšperský z kapely Květy a zahrál dvě Janotovy písně – Žlutý kopec (s Michalem Němcem z Jablkoně) a Hotel Savoy. Pak nastoupila skupina Traband, hrála své písně a posléze zahrála Janotovu Druhý břeh. Pak vystoupil Oldřich Janota, album bylo pokřtěno čajovými lístky za účasti vydavatelů a Janota zahrál několik písní. Závěr koncertu patřil opět skupině Traband a jejím písním. Jana Vébrová, která měla také dorazit, se omluvila ze zdravotních důvodů. Traband v těch dnech začínal hrát po téměř roční pauze a nezahrál jedinou svou na albech vydanou píseň.